# Juan I Ducas
Juan I Ducas (en griego: Ἰωάννης Δούκας, romanizado: Iōánnēs Doúkas, en latín: Ioannes Ducas), era un hijo bastardo de Miguel II Comneno Ducas, déspota de Epiro de 1230 a 1268. Después de la muerte de su padre, se convirtió en gobernante de Tesalia en 1268 hasta su propia muerte en 1289. De la familia de su padre también se le conoce de manera errónea como Juan Ángelo.
Casado con una mujer de los valacos de Tesalia, aparece por primera vez como comandante de las tropas valacas junto a su padre en el período previo a la batalla de Pelagonia en 1259. Su deserción al campamento del emperador Miguel VIII Paleólogo de Nicea fue crucial en la batalla, que terminó con la aplastante derrota de los epirotas y sus aliados latinos, y abrió el camino para la reconquista de Constantinopla y el resurgimiento del Imperio bizantino bajo Miguel VIII en 1261. Sin embargo, regresó al lado de su padre y hermano, Nicéforo, y los ayudó a recuperar Epiro y Tesalia. Después de la muerte de Miguel II, devino en gobernante de Tesalia con su capital en Neopatras, de donde los cronistas occidentales a menudo lo llamaron de forma incorrecta «duque de Neopatras».
Aunque Miguel VIII lo persuadió de una alianza matrimonial y le otorgó el alto título de sebastocrátor, siguió como su principal opositor griego durante su reinado. Acérrimo opositor a la Unión de las Iglesias promovida por el emperador por motivos políticos, brindó refugio a varios opositores, e incluso convocó sínodos que anatematizaron al emperador bizantino y sus simpatizantes sobre la Unión. Resistió varios intentos de los ejércitos bizantinos de conquistar Tesalia y se alió con sus enemigos latinos, incluido el Ducado de Atenas y Carlos de Anjou. Murió en 1289 y legó el gobierno a sus hijos, Constantino y Teodoro.

## Orígenes y primeros años
Juan Ducas era un hijo bastardo y quizás el mayor del déspota de Epiro, Miguel II Comneno Ducas, y de su única amante conocida, una dama de nombre desconocido de la familia Gangreno. Su apellido completo era Ducas Comneno Ángelo, pero en general se le menciona en las fuentes simplemente por el primer apellido de «Ducas». Esto también llevó a una confusión entre sus contemporáneos latinos, quienes lo confundieron con su título y lo llamaron «duque de Neopatras». Su verdadero título, que recibió del emperador bizantino Miguel VIII Paleólogo hacia 1272, era el de sebastocrátor.
No se sabe nada de sus primeros años antes de 1259, cuando se lo menciona por su participación en los eventos que condujeron a la batalla de Pelagonia, donde comandó un contingente de valacos. En ese momento, ya estaba casado con una hija de Taronas, caudillo de los valacos de Tesalia. Solo se la conoce por el nombre monástico que asumió después de su muerte, Hipomona («Paciencia»). Esto y su asociación posterior con la región de Tesalia ha dado lugar a sugerencias de los académicos modernos de que gobernó la región en nombre de su padre, pero no hay evidencia concreta que respalde esto. Tampoco está claro si estas tropas que capitaneó eran parte del ejército oficial epirota o un contingente privado. Juan desempeñó un papel crucial en la batalla de Pelagonia, donde su deserción de la coalición compuesta por su padre, el príncipe Guillermo II de Villehardouin de Acaya, y el rey Manfredo de Sicilia, contribuyó a la derrota de los aliados por las fuerzas del Imperio de Nicea bajo el mando de Juan Paleólogo, hermano de Miguel VIII. El motivo de la deserción no está claro, ya que las diversas fuentes ofrecen relatos contradictorios. Jorge Paquimeres y Marino Sanuto el Viejo informan que durante la marcha, se enfureció con algunos caballeros aqueos, que al parecer codiciaban a su bella esposa. Las cosas empeoraron cuando Guillermo II no solo no castigó a sus hombres, sino que también lo insultó por su condición de bastardo, lo que lo llevó a desertar antes de la batalla, después de recibir garantías de que no tendría que luchar contra su propio padre; entonces los epirotas también se marcharon, y las tropas latinas fueron abrumadas por los nicenos.
Después de la batalla, acompañó a los nicenos en su rápida ocupación de los dominios de epirota, pero pronto se alejó de estos. Llevó a sus propios seguidores a la localidad costera de Vonitsa, desde donde se puso en contacto con su padre, que se había refugiado en las Islas Jónicas. Miguel II aceptó su disculpas y pronto se le unió en tierra firme. El control de Nicea sobre Epiro todavía no se había consolidado, y padre e hijo pudieron recuperar en poco tiempo la capital epirota de Arta y luego socorrieron a la ciudad sitiada de Ioánina. Los nicenos serían expulsados prontamente del país. Nicéforo, medio hermano de Juan luego fue enviado en la primavera de 1260 para recuperar Tesalia, lo que logró principalmente después de derrotar y capturar al general Alejo Estrategópulo. Sin embargo, parte del este de Tesalia, alrededor de las ciudades de Demetríade, Velestino, Almyrós y Farsalo, permaneció en manos de Nicea durante varios años a partir de entonces. Una vez más, a pesar de su asociación posterior con Tesalia, no se menciona a Juan como participante en estos eventos o en la administración de los territorios a principios de la década de 1260, que parecen haber estado más bien bajo el control de Nicéforo.
La batalla de Pelagonia se ha descrito con frecuencia como un evento decisivo, pero esto es cierto en parte. Las ganancias territoriales de Miguel VIII se revirtieron rápidamente y sus rivales recuperaron su fuerza con premura, con los epirotas y Manfredo de Sicilia reclamando la mayoría de los territorios que habían perdido. Sin embargo, los efectos de la batalla no se deshicieron del todo: la victoria de Miguel VIII, obtenida con la ayuda de Juan, no solo impidió que la liga epirota-latina de 1259 tomara Tesalónica y gran parte de los dominios europeos de Nicea, sino que también proporcionó un valioso respiro en el período previo a la eventual reconquista de Constantinopla en 1261, que condujo al resurgimiento del Imperio bizantino bajo la dinastía Paleólogo.

## Gobernante de Tesalia

Mapa de los Estados griegos y latinos del sur de Grecia, c. 1278.

Cuando Miguel II murió hacia 1268, su reino se dividió; Nicéforo recibió los territorios metropolitanos del Epiro propiamente dicho y Juan adquirió los dominios en Tesalia y Grecia central. Según Nicéforo Grégoras, sus posesiones se extendían desde el monte Olimpo en el norte hasta el monte Parnaso en el sur, con el río Aqueloo que servía como frontera con los territorios de su medio hermano; su capital estaba en Neopatras. Miguel VIII aprovechó la oportunidad de la muerte de Miguel II para un acercamiento con los dos hermanos. Le dio a Nicéforo a su sobrina Ana en matrimonio y concertó un matrimonio entre su sobrino Andrónico Tarcaniota y una hija de Juan, quien además recibió el alto título de sebastocrátor.
Sin embargo, Juan guardaba ferozmente su independencia y estaba dispuesto a aliarse con las potencias latinas hostiles a los bizantinos, es decir Carlos de Anjou y el Ducado de Atenas. Pronto emergió como «el más peligroso y el hostil más activo» de los gobernantes griegos menores contra Miguel VIII. Como Donald Nicol escribe, «era un hombre de grandes recursos y ambición, y estaba claramente en contacto con los oponentes del emperador en Constantinopla. Su bastión de Neopatria estaba incómodamente cerca de las partes de Grecia ocupadas por los latinos, en particular el Ducado de Atenas y Tebas con el que estaba en alianza y era más fácil para los alborotadores y refugiados de [Constantinopla] escapar a Tesalia que a Epiro». Esto está bien ilustrado por el asunto de su yerno, Andrónico Tarcaniota: enojado por la preferencia del emperador hacia su hermano menor Miguel, provocó una incursión tártara en Tracia, y en la confusión buscó refugio en la corte de Juan. Los primeros contactos documentados con Carlos de Anjou, archienemigo de los bizantinos, también datan de la misma época, abril de 1273. Se concluyó un tratado comercial que permitía la exportación de seda de Tesalia a Apulia y la importación de caballos de Italia, pero está claro que estos contactos también fueron los primeros pasos para que se uniera a la coalición que estaba preparando Carlos de Anjou contra Constantinopla y su gobernante.
Miguel VIII trató de contrarrestar la amenaza de una nueva cruzada, que tenía por objetivo restaurar el Imperio latino, cuando negoció una unión de las iglesias católica y ortodoxa. La Unión de las Iglesias se concluyó en el Concilio de Lyon en 1274, en el que los representantes del emperador se vieron obligados a reconocer el primado papal. Esta decisión despertó una apasionada oposición del pueblo bizantino, el clero ortodoxo e incluso dentro de la propia familia imperial. La hermana del emperador, Eulogia, y su hija Ana, esposa de Nicéforo, se encontraban entre los principales líderes de los antiunionistas. Nicéforo, Juan e incluso el emperador de Trebisonda, Juan II Gran Comneno, pronto se unió a la causa antiunionista y dio apoyo a aquellos que huían de Constantinopla.

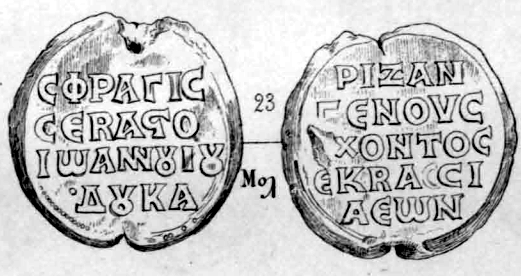
Sello de Juan I Ducas.

Miguel VIII pidió al papa Gregorio X que excomulgara a Juan, pero este, que probablemente no estaba seguro de su verdadera lealtad, se negó. Continuaría presionando a los sucesores de Gregorio, Inocencio V y Nicolás III, por lo mismo, así como por la disolución de la alianza de Tesalia con Carlos de Anjou, pero no tuvo éxito. En 1275, envió un ejército al mando de su hermano Juan Paleólogo y Alejo Cabalario contra Juan. Los bizantinos lo sorprendieron en Neopatras y sitiaron su fortaleza antes de que pudiera reaccionar. Se salvó al escabullirse a través de las líneas enemigas disfrazado de un humilde mozo de cuadra que buscaba un caballo extraviado y se dirigió al duque de Atenas, Juan I de la Roche. Habiendo obtenido trescientos caballeros de su parte, regresó a Neopatras y dispersó al ejército bizantino. A cambio de esta ayuda, sin embargo, entregó a su hija en matrimonio con el hijo del duque, Guillermo de la Roche, con las ciudades de Zituni, Gardiki, Gravia y Siderocastro como su dote. En abril de 1277, los legados papales llegaron a Constantinopla y obligaron a Miguel VIII, su hijo y heredero Andrónico, y al patriarca Juan XI Beco, a reafirmar públicamente su lealtad a la Unión en un sínodo en el Palacio de Blanquerna. Juan rechazó una vez más las propuestas de Miguel VIII a favor de la aceptación de la Unión, y el 1 de mayo de 1277 convocó un sínodo propio en Neopatras que anatematizó al emperador, al patriarca y al papa como herejes. En respuesta, se convocó un sínodo en Santa Sofía el 16 de julio, donde tanto Nicéforo como Juan fueron anatematizados a cambio. Juan convocó otro sínodo en Neopatras en diciembre de 1277, donde un consejo antiunionista de ocho obispos, algunos abades y cien monjes, de nuevo anatematizaron al emperador, al patriarca y al papa. Solo dos obispos, los de Trikala y Neopatria, se negaron y fueron castigados.
Miguel VIII lanzó entonces otra invasión, liderada por el pincerna Manuel Raúl, el protostrator Andrónico Paleólogo y otros. Sin embargo, en lugar de enfrentarse al sebastocrátor, confraternizaron con este y dieron todos los signos de su propia oposición a la Unión. El emperador los relevó y encarceló y nombró nuevos comandantes, el gran estratopedarca Juan Sinadeno y el gran conostaulo Miguel Cabalario. Estos últimos fueron atraídos por Juan a una emboscada y sufrieron una aplastante derrota en Farsalo.

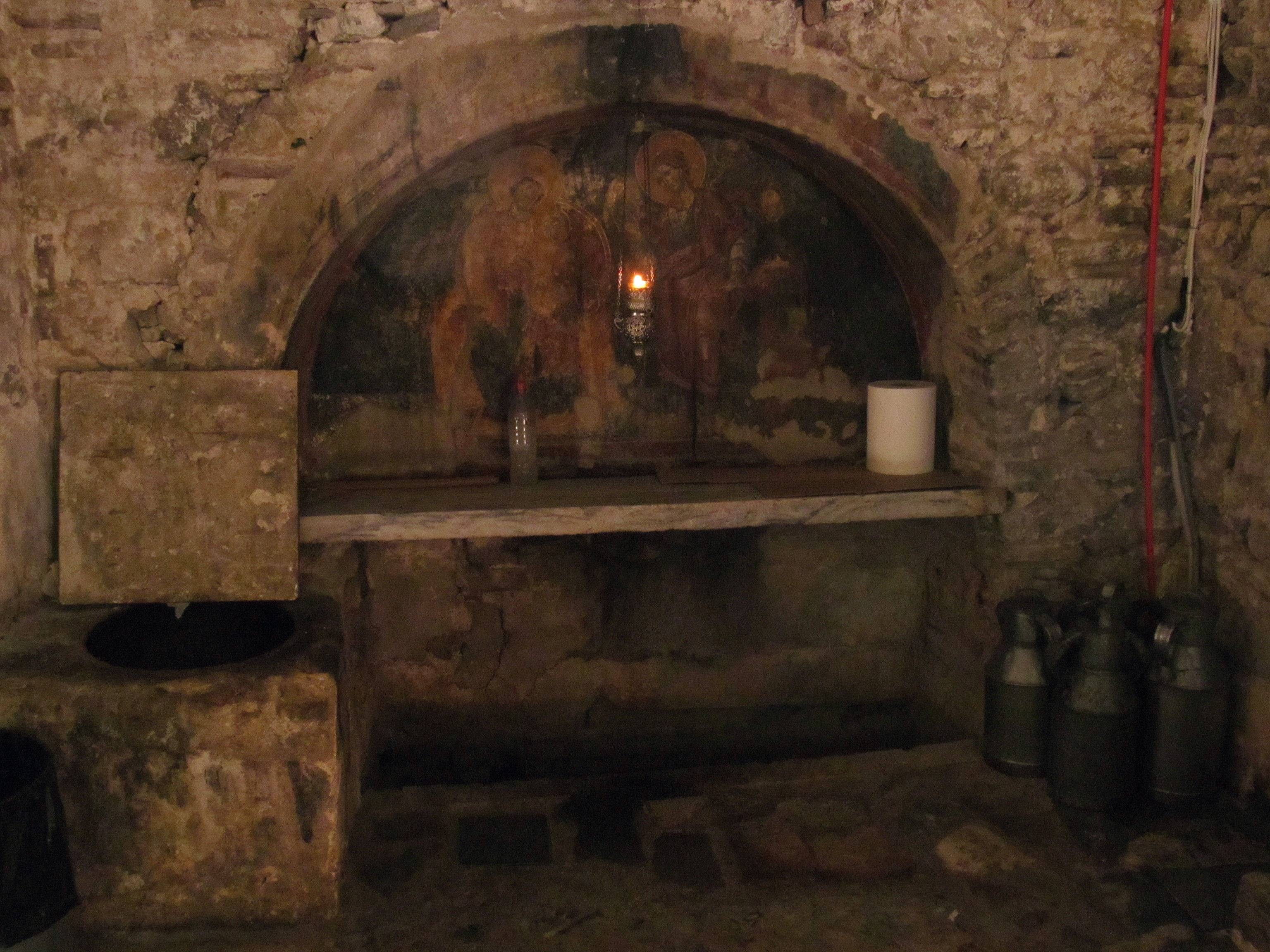
Tumba de Juan Ducas.

Miguel VIII murió el 11 de diciembre de 1282, mientras se preparaba para invadir Tesalia nuevamente. Con la amenaza de una invasión de los Anjou que había disminuido después de las Vísperas sicilianas, su sucesor, Andrónico II Paleólogo, repudió rápidamente la odiada Unión de las Iglesias. Como resultado, se restauraron los lazos eclesiásticos entre Tesalia, Epiro y Constantinopla. Nicéforo de Epiro, un gobernante débil dominado por su esposa e incómodo con las ambiciones de su medio hermano —hay indicios en las fuentes de que Juan codiciaba Epiro y de que había lanzado un ataque contra Ioánina— ahora se dirigió a la órbita bizantina. Ana visitó a su primo Andrónico II en Constantinopla, y se tramó un complot contra el sebastocrátor: en 1283 o 1284, Nicéforo y Ana invitaron al hijo de Juan, Miguel, a Epiro para casarse con su hija y convertirse en el heredero de su Estado. Cuando Miguel mordió el anzuelo, fue arrestado y enviado a Constantinopla, donde murió en prisión. Andrónico II lanzó una invasión a Tesalia, pero sus tropas fueron aniquiladas por la malaria. Al año siguiente, 1284 o 1285, Juan se vengó de la traición de su medio hermano invadiendo Epiro y asaltando los alrededores de Arta. Después de esta expedición punitiva, las relaciones entre Tesalia y Epiro se establecieron en una paz incómoda.
Durante muchos años, los historiadores modernos, que siguen al académico del siglo XIX Karl Hopf, sostuvieron erróneamente que Juan Ducas murió en 1296. Desde entonces se ha establecido que murió en marzo de 1289 o poco antes. Fue enterrado en el monasterio de Porta Panagia, que había fundado en 1283. Su tumba se encuentra en el lado sur del katholikón, y un fresco sobre su tumba lo muestra «como un monje presentado por un ángel a la Virgen entronizada». Después de su muerte, su viuda se vio obligada a reconocer la soberanía de Andrónico II Paleólogo para salvaguardar la posición de sus hijos menores de edad, Constantino y Teodoro. Sin embargo, al igual que cuando el mismo Juan lo había hecho en el pasado, esta soberanía era puramente nominal.

## Descendencia
| \| \| \| \| \| \| \| \| \| \| \| \| \| \| \| \| \| \| \| \| \| \| \| \| \| Irene Ducas \| Irene Ducas \| Irene Ducas \| Irene Ducas \| Irene Ducas \| Irene Ducas \| \| \| Alejo I Comneno \| Alejo I Comneno \| Alejo I Comneno \| Alejo I Comneno \| Alejo I Comneno \| Alejo I Comneno \| \| \| \| \| \| \| \| \| \| \| \| \| \| \| \| \| \| \| \| \| \| \| \| \| \| \| \| \| \| \| \| \| \| \| \| \| \| \| \| \| \| \| \| \| \| \| \| \| \| \| \| \| \| \| \| \| \| \| \| \| \| \| \| \| \| \| \| \| \| \| \| \| \| \| \| \| \| \| \| \| \| \| \| \| \| \| \| \| \| \| \| \| \| \| \| \| \| Irene Ducas \| Irene Ducas \| Irene Ducas \| Irene Ducas \| Irene Ducas \| Irene Ducas \| \| \| Alejo I Comneno \| Alejo I Comneno \| Alejo I Comneno \| Alejo I Comneno \| Alejo I Comneno \| Alejo I Comneno \| \| \| \| \| \| \| \| \| \| \| \| \| \| \| \| \| \| \| \| \| \| \| \| \| \| \| \| \| \| \| \| \| \| \| \| \| \| \| \| \| \| \| \| \| \| \| \| \| \| \| \| \| \| \| \| \| \| \| \| \| \| \| \| \| \| \| \| \| \| \| \| \| \| \| \| \| \| \| \| \| \| \| \| \| \| \| \| \| \| \| \| \| \| \| \| \| \| \| \| \| \| \| \| \| \| \| \| \| \| \| \| \| \| \| \| \| \| \| \| \| \| \| \| \| \| \| \| \| \| \| \| \| \| \| \| \| \| \| \| \| \| \| \| \| \| \| \| \| \| \| \| \| \| \| \| \| \| \| \| \| \| \| \| \| \| \| \| \| \| \| \| \| \| \| \| \| \| \| \| \| \| \| \| \| \| \| \| \| \| \| \| \| \| \| \| \| \| \| \| \| \| \| \| \| \| \| \| \| \| \| \| \| \| \| \| \| Teodora Comneno \| Teodora Comneno \| Teodora Comneno \| Teodora Comneno \| Teodora Comneno \| Teodora Comneno \| \| \| Constantino Ángelo \| Constantino Ángelo \| Constantino Ángelo \| Constantino Ángelo \| Constantino Ángelo \| Constantino Ángelo \| \| \| \| \| \| \| \| \| \| \| \| \| \| \| \| \| \| \| \| \| \| \| \| \| \| \| \| \| \| \| \| \| \| \| \| \| \| \| \| \| \| \| \| \| \| \| \| \| \| \| \| \| \| \| \| \| \| \| \| \| \| \| \| \| \| \| \| \| \| \| \| \| \| \| \| \| \| \| \| \| \| \| \| \| \| \| \| \| \| \| \| \| \| \| \| \| \| Teodora Comneno \| Teodora Comneno \| Teodora Comneno \| Teodora Comneno \| Teodora Comneno \| Teodora Comneno \| \| \| Constantino Ángelo \| Constantino Ángelo \| Constantino Ángelo \| Constantino Ángelo \| Constantino Ángelo \| Constantino Ángelo \| \| \| \| \| \| \| \| \| \| \| \| \| \| \| \| \| \| \| \| \| \| \| \| \| \| \| \| \| \| \| \| \| \| \| \| \| \| \| \| \| \| \| \| \| \| \| \| \| \| \| \| \| \| \| \| \| \| \| \| \| \| \| \| \| \| \| \| \| \| \| \| \| \| \| \| \| \| \| \| \| \| \| \| \| \| \| \| \| \| \| \| \| \| \| \| \| \| \| \| \| \| \| \| \| \| \| \| \| \| \| \| \| \| \| \| \| \| \| \| \| \| \| \| \| \| \| \| \| \| \| \| \| \| \| \| \| \| \| \| \| \| \| \| \| \| \| \| \| \| \| \| \| \| \| \| \| \| \| \| \| \| \| \| \| \| \| \| \| \| \| \| \| \| \| \| \| \| \| \| \| \| \| \| \| \| \| \| \| \| \| \| \| \| \| \| \| \| \| \| \| \| \| \| \| \| \| \| \| \| \| \| \| \| \| \| \| \| \| \| \| \| \| \| \| \| \| \| \| \| \| \| \| \| \| \| \| \| \| \| \| \| \| \| \| \| \| \| \| \| \| \| \| \| \| \| \| \| \| \| \| \| \| \| \| \| \| \| \| \| \| \| \| \| \| \| \| \| \| \| \| \| \| \| \| \| \| \| Juan Ducas \| Juan Ducas \| Juan Ducas \| Juan Ducas \| Juan Ducas \| Juan Ducas \| \| \| Zoe Ducas \| Zoe Ducas \| Zoe Ducas \| Zoe Ducas \| Zoe Ducas \| Zoe Ducas \| \| \| \| \| \| \| \| \| \| \| \| \| \| \| \| \| \| \| \| \| \| \| \| \| \| \| Andrónico Ángelo \| Andrónico Ángelo \| Andrónico Ángelo \| Andrónico Ángelo \| Andrónico Ángelo \| Andrónico Ángelo \| \| \| \| \| \| \| \| \| \| \| Isaac Ángelo Ducas \| Isaac Ángelo Ducas \| Isaac Ángelo Ducas \| Isaac Ángelo Ducas \| Isaac Ángelo Ducas \| Isaac Ángelo Ducas \| \| \| \| \| \| \| \| \| \| \| \| \| \| \| \| \| \| \| \| \| \| \| \| \| \| \| \| \| \| \| \| \| \| \| \| \| \| \| \| \| \| \| \| \| \| \| \| \| \| Juan Ducas \| Juan Ducas \| Juan Ducas \| Juan Ducas \| Juan Ducas \| Juan Ducas \| \| \| Zoe Ducas \| Zoe Ducas \| Zoe Ducas \| Zoe Ducas \| Zoe Ducas \| Zoe Ducas \| \| \| \| \| \| \| \| \| \| \| \| \| \| \| \| \| \| \| \| \| \| \| \| \| \| \| Andrónico Ángelo \| Andrónico Ángelo \| Andrónico Ángelo \| Andrónico Ángelo \| Andrónico Ángelo \| Andrónico Ángelo \| \| \| \| \| \| \| \| \| \| \| Isaac Ángelo Ducas \| Isaac Ángelo Ducas \| Isaac Ángelo Ducas \| Isaac Ángelo Ducas \| Isaac Ángelo Ducas \| Isaac Ángelo Ducas \| \| \| \| \| \| \| \| \| \| \| \| \| \| \| \| \| \| \| \| \| \| \| \| \| \| \| \| \| \| \| \| \| \| \| \| \| \| \| \| \| \| \| \| \| \| \| \| \| \| \| \| \| \| \| \| \| \| \| \| \| \| \| \| \| \| \| \| \| \| \| \| \| \| \| \| \| \| \| \| \| \| \| \| \| \| \| \| \| \| \| \| \| \| \| \| \| \| \| \| \| \| \| \| \| \| \| \| \| \| \| \| \| \| \| \| \| \| \| \| \| \| \| \| \| \| \| \| \| \| \| \| \| \| \| \| \| \| \| \| \| \| \| \| \| \| \| \| \| \| \| \| \| \| \| \| \| \| \| \| \| \| \| \| \| \| \| \| \| \| \| \| \| \| \| \| \| \| \| \| \| \| \| \| \| \| \| \| \| \| \| \| \| \| \| \| \| \| \| \| \| \| \| \| \| \| \| \| \| \| \| \| \| \| \| \| \| \| \| \| \| \| \| \| \| \| \| \| \| \| \| \| \| \| \| \| \| \| \| \| \| \| \| \| \| \| \| \| \| \| \| \| \| \| \| \| \| \| \| \| \| \| \| \| \| \| \| \| \| \| \| \| (ileg.) Miguel I Comneno Ducas \| (ileg.) Miguel I Comneno Ducas \| (ileg.) Miguel I Comneno Ducas \| (ileg.) Miguel I Comneno Ducas \| (ileg.) Miguel I Comneno Ducas \| (ileg.) Miguel I Comneno Ducas \| \| \| Constantino Comneno Ducas \| Constantino Comneno Ducas \| Constantino Comneno Ducas \| Constantino Comneno Ducas \| Constantino Comneno Ducas \| Constantino Comneno Ducas \| \| \| Teodoro Comneno Ducas \| Teodoro Comneno Ducas \| Teodoro Comneno Ducas \| Teodoro Comneno Ducas \| Teodoro Comneno Ducas \| Teodoro Comneno Ducas \| \| \| Manuel Comneno Ducas \| Manuel Comneno Ducas \| Manuel Comneno Ducas \| Manuel Comneno Ducas \| Manuel Comneno Ducas \| Manuel Comneno Ducas \| \| \| Constantino Comneno Ángelo \| Constantino Comneno Ángelo \| Constantino Comneno Ángelo \| Constantino Comneno Ángelo \| Constantino Comneno Ángelo \| Constantino Comneno Ángelo \| \| \| Alejo III Ángelo \| Alejo III Ángelo \| Alejo III Ángelo \| Alejo III Ángelo \| Alejo III Ángelo \| Alejo III Ángelo \| \| \| Isaac II Ángelo \| Isaac II Ángelo \| Isaac II Ángelo \| Isaac II Ángelo \| Isaac II Ángelo \| Isaac II Ángelo \| \| \| Constantino Ángelo Ducas \| Constantino Ángelo Ducas \| Constantino Ángelo Ducas \| Constantino Ángelo Ducas \| Constantino Ángelo Ducas \| Constantino Ángelo Ducas \| \| \| \| \| \| \| \| \| \| \| \| \| \| \| \| \| \| \| \| \| \| \| \| \| \| \| \| \| \| \| \| \| \| \| \| \| \| \| \| \| \| \| \| \| \| \| \| \| \| (ileg.) Miguel I Comneno Ducas \| (ileg.) Miguel I Comneno Ducas \| (ileg.) Miguel I Comneno Ducas \| (ileg.) Miguel I Comneno Ducas \| (ileg.) Miguel I Comneno Ducas \| (ileg.) Miguel I Comneno Ducas \| \| \| Constantino Comneno Ducas \| Constantino Comneno Ducas \| Constantino Comneno Ducas \| Constantino Comneno Ducas \| Constantino Comneno Ducas \| Constantino Comneno Ducas \| \| \| Teodoro Comneno Ducas \| Teodoro Comneno Ducas \| Teodoro Comneno Ducas \| Teodoro Comneno Ducas \| Teodoro Comneno Ducas \| Teodoro Comneno Ducas \| \| \| Manuel Comneno Ducas \| Manuel Comneno Ducas \| Manuel Comneno Ducas \| Manuel Comneno Ducas \| Manuel Comneno Ducas \| Manuel Comneno Ducas \| \| \| Constantino Comneno Ángelo \| Constantino Comneno Ángelo \| Constantino Comneno Ángelo \| Constantino Comneno Ángelo \| Constantino Comneno Ángelo \| Constantino Comneno Ángelo \| \| \| Alejo III Ángelo \| Alejo III Ángelo \| Alejo III Ángelo \| Alejo III Ángelo \| Alejo III Ángelo \| Alejo III Ángelo \| \| \| Isaac II Ángelo \| Isaac II Ángelo \| Isaac II Ángelo \| Isaac II Ángelo \| Isaac II Ángelo \| Isaac II Ángelo \| \| \| Constantino Ángelo Ducas \| Constantino Ángelo Ducas \| Constantino Ángelo Ducas \| Constantino Ángelo Ducas \| Constantino Ángelo Ducas \| Constantino Ángelo Ducas \| \| \| \| \| \| \| \| \| \| \| \| \| \| \| \| \| \| \| \| \| \| \| \| \| \| \| \| \| \| \| \| \| \| \| \| \| \| \| \| \| \| \| \| \| \| \| \| \| \| \| \| \| \| \| \| \| \| \| \| \| \| \| \| \| \| \| \| \| \| \| \| \| \| \| \| \| \| \| \| \| \| \| \| \| \| \| \| \| \| \| \| \| \| \| \| \| \| \| \| \| \| \| \| \| \| \| \| \| \| \| \| \| \| \| \| \| \| \| \| \| \| \| \| \| \| \| \| \| \| \| \| \| \| \| \| \| \| \| \| \| \| \| \| \| \| \| \| \| \| \| \| \| \| \| \| \| \| \| \| \| (ileg.) Miguel II Comneno Ducas \| (ileg.) Miguel II Comneno Ducas \| (ileg.) Miguel II Comneno Ducas \| (ileg.) Miguel II Comneno Ducas \| (ileg.) Miguel II Comneno Ducas \| (ileg.) Miguel II Comneno Ducas \| \| \| \| \| \| \| \| \| \| \| Juan Comneno Ducas \| Juan Comneno Ducas \| Juan Comneno Ducas \| Juan Comneno Ducas \| Juan Comneno Ducas \| Juan Comneno Ducas \| \| \| Demetrio Comneno Ducas \| Demetrio Comneno Ducas \| Demetrio Comneno Ducas \| Demetrio Comneno Ducas \| Demetrio Comneno Ducas \| Demetrio Comneno Ducas \| \| \| Ana Ángelo ∞ Teodoro I Láscaris \| Ana Ángelo ∞ Teodoro I Láscaris \| Ana Ángelo ∞ Teodoro I Láscaris \| Ana Ángelo ∞ Teodoro I Láscaris \| Ana Ángelo ∞ Teodoro I Láscaris \| Ana Ángelo ∞ Teodoro I Láscaris \| \| \| Eudoxia Ángelo ∞ Alejo V Ducas \| Eudoxia Ángelo ∞ Alejo V Ducas \| Eudoxia Ángelo ∞ Alejo V Ducas \| Eudoxia Ángelo ∞ Alejo V Ducas \| Eudoxia Ángelo ∞ Alejo V Ducas \| Eudoxia Ángelo ∞ Alejo V Ducas \| \| \| Alejo IV Ángelo \| Alejo IV Ángelo \| Alejo IV Ángelo \| Alejo IV Ángelo \| Alejo IV Ángelo \| Alejo IV Ángelo \| \| \| Juan Ángelo \| Juan Ángelo \| Juan Ángelo \| Juan Ángelo \| Juan Ángelo \| Juan Ángelo \| \| \| \| \| \| \| \| \| \| \| \| \| \| \| \| \| \| \| \| \| \| \| \| \| \| \| \| \| \| \| \| \| \| \| \| \| \| \| \| \| \| \| \| \| \| \| \| \| \| (ileg.) Miguel II Comneno Ducas \| (ileg.) Miguel II Comneno Ducas \| (ileg.) Miguel II Comneno Ducas \| (ileg.) Miguel II Comneno Ducas \| (ileg.) Miguel II Comneno Ducas \| (ileg.) Miguel II Comneno Ducas \| \| \| \| \| \| \| \| \| \| \| Juan Comneno Ducas \| Juan Comneno Ducas \| Juan Comneno Ducas \| Juan Comneno Ducas \| Juan Comneno Ducas \| Juan Comneno Ducas \| \| \| Demetrio Comneno Ducas \| Demetrio Comneno Ducas \| Demetrio Comneno Ducas \| Demetrio Comneno Ducas \| Demetrio Comneno Ducas \| Demetrio Comneno Ducas \| \| \| Ana Ángelo ∞ Teodoro I Láscaris \| Ana Ángelo ∞ Teodoro I Láscaris \| Ana Ángelo ∞ Teodoro I Láscaris \| Ana Ángelo ∞ Teodoro I Láscaris \| Ana Ángelo ∞ Teodoro I Láscaris \| Ana Ángelo ∞ Teodoro I Láscaris \| \| \| Eudoxia Ángelo ∞ Alejo V Ducas \| Eudoxia Ángelo ∞ Alejo V Ducas \| Eudoxia Ángelo ∞ Alejo V Ducas \| Eudoxia Ángelo ∞ Alejo V Ducas \| Eudoxia Ángelo ∞ Alejo V Ducas \| Eudoxia Ángelo ∞ Alejo V Ducas \| \| \| Alejo IV Ángelo \| Alejo IV Ángelo \| Alejo IV Ángelo \| Alejo IV Ángelo \| Alejo IV Ángelo \| Alejo IV Ángelo \| \| \| Juan Ángelo \| Juan Ángelo \| Juan Ángelo \| Juan Ángelo \| Juan Ángelo \| Juan Ángelo \| \| \| \| \| \| \| \| \| \| \| \| \| \| \| \| \| \| \| \| \| \| \| \| \| \| \| \| \| \| \| \| \| \| \| \| \| \| \| \| \| \| \| \| \| \| \| \| \| \| \| \| \| \| \| \| \| \| \| \| \| \| \| \| \| \| \| \| \| \| \| \| \| \| \| \| \| \| \| \| \| \| \| \| \| \| \| \| \| \| \| \| \| \| \| \| \| \| \| \| \| \| \| \| \| \| \| \| \| \| \| \| \| \| \| \| \| \| \| \| \| \| \| \| \| \| \| \| \| \| \| \| \| \| \| \| \| \| \| \| \| \| \| \| \| \| \| \| \| \| \| \| \| \| \| \| \| \| \| \| \| Nicéforo I Comneno Ducas \| Nicéforo I Comneno Ducas \| Nicéforo I Comneno Ducas \| Nicéforo I Comneno Ducas \| Nicéforo I Comneno Ducas \| Nicéforo I Comneno Ducas \| \| \| Juan Ducas \| Juan Ducas \| Juan Ducas \| Juan Ducas \| Juan Ducas \| Juan Ducas \| \| \| Demetrio Comneno Ducas \| Demetrio Comneno Ducas \| Demetrio Comneno Ducas \| Demetrio Comneno Ducas \| Demetrio Comneno Ducas \| Demetrio Comneno Ducas \| \| \| (ileg.) Juan I Ducas \| (ileg.) Juan I Ducas \| (ileg.) Juan I Ducas \| (ileg.) Juan I Ducas \| (ileg.) Juan I Ducas \| (ileg.) Juan I Ducas \| \| \| \| \| \| \| \| \| \| \| \| \| \| \| \| \| \| \| \| \| \| \| \| \| \| \| \| \| \| \| \| \| \| \| \| \| \| \| \| \| \| \| \| \| \| \| \| \| \| \| \| \| \| \| \| \| \| \| \| \| \| \| \| \| \| \| \| \| \| \| \| \| \| \| \| \| \| \| \| \| |                                 |                                 |                                 |                                 |                                 |  |  |                           |                           |                           |                           |                           |                           |  |  |                        |                        |                        |                        |                        |                        |  |  |                        |                        |                        |                        |                        |                        |  |  |                                 |                                 |                                 |                                 |                                 |                                 |  |  |                                |                                |                                |                                |                                |                                |  |  |                 |                 |                 |                 |                 |                 |  |  |                          |                          |                          |                          |                          |                          |  |  |  |  |  |  |  |  |  |  |  |  |  |  |  |  |  |  |  |  |  |  |  |  |  |  |  |  |  |  |  |  |  |  |  |  |  |  |  |  |  |  |  |  |  |  |  |  |
| |                                 |                                 |                                 |                                 |                                 |  |  |                           |                           |                           |                           |                           |                           |  |  |                        |                        |                        |                        |                        |                        |  |  | Irene Ducas            | Irene Ducas            | Irene Ducas            | Irene Ducas            | Irene Ducas            | Irene Ducas            |  |  | Alejo I Comneno                 | Alejo I Comneno                 | Alejo I Comneno                 | Alejo I Comneno                 | Alejo I Comneno                 | Alejo I Comneno                 |  |  |                                |                                |                                |                                |                                |                                |  |  |                 |                 |                 |                 |                 |                 |  |  |                          |                          |                          |                          |                          |                          |  |  |  |  |  |  |  |  |  |  |  |  |  |  |  |  |  |  |  |  |  |  |  |  |  |  |  |  |  |  |  |  |  |  |  |  |  |  |  |  |  |  |  |  |  |  |  |  |
| |                                 |                                 |                                 |                                 |                                 |  |  |                           |                           |                           |                           |                           |                           |  |  |                        |                        |                        |                        |                        |                        |  |  | Irene Ducas            | Irene Ducas            | Irene Ducas            | Irene Ducas            | Irene Ducas            | Irene Ducas            |  |  | Alejo I Comneno                 | Alejo I Comneno                 | Alejo I Comneno                 | Alejo I Comneno                 | Alejo I Comneno                 | Alejo I Comneno                 |  |  |                                |                                |                                |                                |                                |                                |  |  |                 |                 |                 |                 |                 |                 |  |  |                          |                          |                          |                          |                          |                          |  |  |  |  |  |  |  |  |  |  |  |  |  |  |  |  |  |  |  |  |  |  |  |  |  |  |  |  |  |  |  |  |  |  |  |  |  |  |  |  |  |  |  |  |  |  |  |  |
| |                                 |                                 |                                 |                                 |                                 |  |  |                           |                           |                           |                           |                           |                           |  |  |                        |                        |                        |                        |                        |                        |  |  |                        |                        |                        |                        |                        |                        |  |  |                                 |                                 |                                 |                                 |                                 |                                 |  |  |                                |                                |                                |                                |                                |                                |  |  |                 |                 |                 |                 |                 |                 |  |  |                          |                          |                          |                          |                          |                          |  |  |  |  |  |  |  |  |  |  |  |  |  |  |  |  |  |  |  |  |  |  |  |  |  |  |  |  |  |  |  |  |  |  |  |  |  |  |  |  |  |  |  |  |  |  |  |  |
| |                                 |                                 |                                 |                                 |                                 |  |  |                           |                           |                           |                           |                           |                           |  |  |                        |                        |                        |                        |                        |                        |  |  |                        |                        |                        |                        |                        |                        |  |  | Teodora Comneno                 | Teodora Comneno                 | Teodora Comneno                 | Teodora Comneno                 | Teodora Comneno                 | Teodora Comneno                 |  |  | Constantino Ángelo             | Constantino Ángelo             | Constantino Ángelo             | Constantino Ángelo             | Constantino Ángelo             | Constantino Ángelo             |  |  |                 |                 |                 |                 |                 |                 |  |  |                          |                          |                          |                          |                          |                          |  |  |  |  |  |  |  |  |  |  |  |  |  |  |  |  |  |  |  |  |  |  |  |  |  |  |  |  |  |  |  |  |  |  |  |  |  |  |  |  |  |  |  |  |  |  |  |  |
| |                                 |                                 |                                 |                                 |                                 |  |  |                           |                           |                           |                           |                           |                           |  |  |                        |                        |                        |                        |                        |                        |  |  |                        |                        |                        |                        |                        |                        |  |  | Teodora Comneno                 | Teodora Comneno                 | Teodora Comneno                 | Teodora Comneno                 | Teodora Comneno                 | Teodora Comneno                 |  |  | Constantino Ángelo             | Constantino Ángelo             | Constantino Ángelo             | Constantino Ángelo             | Constantino Ángelo             | Constantino Ángelo             |  |  |                 |                 |                 |                 |                 |                 |  |  |                          |                          |                          |                          |                          |                          |  |  |  |  |  |  |  |  |  |  |  |  |  |  |  |  |  |  |  |  |  |  |  |  |  |  |  |  |  |  |  |  |  |  |  |  |  |  |  |  |  |  |  |  |  |  |  |  |
| |                                 |                                 |                                 |                                 |                                 |  |  |                           |                           |                           |                           |                           |                           |  |  |                        |                        |                        |                        |                        |                        |  |  |                        |                        |                        |                        |                        |                        |  |  |                                 |                                 |                                 |                                 |                                 |                                 |  |  |                                |                                |                                |                                |                                |                                |  |  |                 |                 |                 |                 |                 |                 |  |  |                          |                          |                          |                          |                          |                          |  |  |  |  |  |  |  |  |  |  |  |  |  |  |  |  |  |  |  |  |  |  |  |  |  |  |  |  |  |  |  |  |  |  |  |  |  |  |  |  |  |  |  |  |  |  |  |  |
| |                                 |                                 |                                 |                                 |                                 |  |  |                           |                           |                           |                           |                           |                           |  |  |                        |                        |                        |                        |                        |                        |  |  |                        |                        |                        |                        |                        |                        |  |  |                                 |                                 |                                 |                                 |                                 |                                 |  |  |                                |                                |                                |                                |                                |                                |  |  |                 |                 |                 |                 |                 |                 |  |  |                          |                          |                          |                          |                          |                          |  |  |  |  |  |  |  |  |  |  |  |  |  |  |  |  |  |  |  |  |  |  |  |  |  |  |  |  |  |  |  |  |  |  |  |  |  |  |  |  |  |  |  |  |  |  |  |  |
| Juan Ducas | Juan Ducas                      | Juan Ducas                      | Juan Ducas                      | Juan Ducas                      | Juan Ducas                      |  |  | Zoe Ducas                 | Zoe Ducas                 | Zoe Ducas                 | Zoe Ducas                 | Zoe Ducas                 | Zoe Ducas                 |  |  |                        |                        |                        |                        |                        |                        |  |  |                        |                        |                        |                        |                        |                        |  |  |                                 |                                 |                                 |                                 |                                 |                                 |  |  | Andrónico Ángelo               | Andrónico Ángelo               | Andrónico Ángelo               | Andrónico Ángelo               | Andrónico Ángelo               | Andrónico Ángelo               |  |  |                 |                 |                 |                 |                 |                 |  |  | Isaac Ángelo Ducas       | Isaac Ángelo Ducas       | Isaac Ángelo Ducas       | Isaac Ángelo Ducas       | Isaac Ángelo Ducas       | Isaac Ángelo Ducas       |  |  |  |  |  |  |  |  |  |  |  |  |  |  |  |  |  |  |  |  |  |  |  |  |  |  |  |  |  |  |  |  |  |  |  |  |  |  |  |  |  |  |  |  |  |  |  |  |
| Juan Ducas | Juan Ducas                      | Juan Ducas                      | Juan Ducas                      | Juan Ducas                      | Juan Ducas                      |  |  | Zoe Ducas                 | Zoe Ducas                 | Zoe Ducas                 | Zoe Ducas                 | Zoe Ducas                 | Zoe Ducas                 |  |  |                        |                        |                        |                        |                        |                        |  |  |                        |                        |                        |                        |                        |                        |  |  |                                 |                                 |                                 |                                 |                                 |                                 |  |  | Andrónico Ángelo               | Andrónico Ángelo               | Andrónico Ángelo               | Andrónico Ángelo               | Andrónico Ángelo               | Andrónico Ángelo               |  |  |                 |                 |                 |                 |                 |                 |  |  | Isaac Ángelo Ducas       | Isaac Ángelo Ducas       | Isaac Ángelo Ducas       | Isaac Ángelo Ducas       | Isaac Ángelo Ducas       | Isaac Ángelo Ducas       |  |  |  |  |  |  |  |  |  |  |  |  |  |  |  |  |  |  |  |  |  |  |  |  |  |  |  |  |  |  |  |  |  |  |  |  |  |  |  |  |  |  |  |  |  |  |  |  |
| |                                 |                                 |                                 |                                 |                                 |  |  |                           |                           |                           |                           |                           |                           |  |  |                        |                        |                        |                        |                        |                        |  |  |                        |                        |                        |                        |                        |                        |  |  |                                 |                                 |                                 |                                 |                                 |                                 |  |  |                                |                                |                                |                                |                                |                                |  |  |                 |                 |                 |                 |                 |                 |  |  |                          |                          |                          |                          |                          |                          |  |  |  |  |  |  |  |  |  |  |  |  |  |  |  |  |  |  |  |  |  |  |  |  |  |  |  |  |  |  |  |  |  |  |  |  |  |  |  |  |  |  |  |  |  |  |  |  |
| |                                 |                                 |                                 |                                 |                                 |  |  |                           |                           |                           |                           |                           |                           |  |  |                        |                        |                        |                        |                        |                        |  |  |                        |                        |                        |                        |                        |                        |  |  |                                 |                                 |                                 |                                 |                                 |                                 |  |  |                                |                                |                                |                                |                                |                                |  |  |                 |                 |                 |                 |                 |                 |  |  |                          |                          |                          |                          |                          |                          |  |  |  |  |  |  |  |  |  |  |  |  |  |  |  |  |  |  |  |  |  |  |  |  |  |  |  |  |  |  |  |  |  |  |  |  |  |  |  |  |  |  |  |  |  |  |  |  |
| (ileg.) Miguel I Comneno Ducas | (ileg.) Miguel I Comneno Ducas  | (ileg.) Miguel I Comneno Ducas  | (ileg.) Miguel I Comneno Ducas  | (ileg.) Miguel I Comneno Ducas  | (ileg.) Miguel I Comneno Ducas  |  |  | Constantino Comneno Ducas | Constantino Comneno Ducas | Constantino Comneno Ducas | Constantino Comneno Ducas | Constantino Comneno Ducas | Constantino Comneno Ducas |  |  | Teodoro Comneno Ducas  | Teodoro Comneno Ducas  | Teodoro Comneno Ducas  | Teodoro Comneno Ducas  | Teodoro Comneno Ducas  | Teodoro Comneno Ducas  |  |  | Manuel Comneno Ducas   | Manuel Comneno Ducas   | Manuel Comneno Ducas   | Manuel Comneno Ducas   | Manuel Comneno Ducas   | Manuel Comneno Ducas   |  |  | Constantino Comneno Ángelo      | Constantino Comneno Ángelo      | Constantino Comneno Ángelo      | Constantino Comneno Ángelo      | Constantino Comneno Ángelo      | Constantino Comneno Ángelo      |  |  | Alejo III Ángelo               | Alejo III Ángelo               | Alejo III Ángelo               | Alejo III Ángelo               | Alejo III Ángelo               | Alejo III Ángelo               |  |  | Isaac II Ángelo | Isaac II Ángelo | Isaac II Ángelo | Isaac II Ángelo | Isaac II Ángelo | Isaac II Ángelo |  |  | Constantino Ángelo Ducas | Constantino Ángelo Ducas | Constantino Ángelo Ducas | Constantino Ángelo Ducas | Constantino Ángelo Ducas | Constantino Ángelo Ducas |  |  |  |  |  |  |  |  |  |  |  |  |  |  |  |  |  |  |  |  |  |  |  |  |  |  |  |  |  |  |  |  |  |  |  |  |  |  |  |  |  |  |  |  |  |  |  |  |
| (ileg.) Miguel I Comneno Ducas | (ileg.) Miguel I Comneno Ducas  | (ileg.) Miguel I Comneno Ducas  | (ileg.) Miguel I Comneno Ducas  | (ileg.) Miguel I Comneno Ducas  | (ileg.) Miguel I Comneno Ducas  |  |  | Constantino Comneno Ducas | Constantino Comneno Ducas | Constantino Comneno Ducas | Constantino Comneno Ducas | Constantino Comneno Ducas | Constantino Comneno Ducas |  |  | Teodoro Comneno Ducas  | Teodoro Comneno Ducas  | Teodoro Comneno Ducas  | Teodoro Comneno Ducas  | Teodoro Comneno Ducas  | Teodoro Comneno Ducas  |  |  | Manuel Comneno Ducas   | Manuel Comneno Ducas   | Manuel Comneno Ducas   | Manuel Comneno Ducas   | Manuel Comneno Ducas   | Manuel Comneno Ducas   |  |  | Constantino Comneno Ángelo      | Constantino Comneno Ángelo      | Constantino Comneno Ángelo      | Constantino Comneno Ángelo      | Constantino Comneno Ángelo      | Constantino Comneno Ángelo      |  |  | Alejo III Ángelo               | Alejo III Ángelo               | Alejo III Ángelo               | Alejo III Ángelo               | Alejo III Ángelo               | Alejo III Ángelo               |  |  | Isaac II Ángelo | Isaac II Ángelo | Isaac II Ángelo | Isaac II Ángelo | Isaac II Ángelo | Isaac II Ángelo |  |  | Constantino Ángelo Ducas | Constantino Ángelo Ducas | Constantino Ángelo Ducas | Constantino Ángelo Ducas | Constantino Ángelo Ducas | Constantino Ángelo Ducas |  |  |  |  |  |  |  |  |  |  |  |  |  |  |  |  |  |  |  |  |  |  |  |  |  |  |  |  |  |  |  |  |  |  |  |  |  |  |  |  |  |  |  |  |  |  |  |  |
| |                                 |                                 |                                 |                                 |                                 |  |  |                           |                           |                           |                           |                           |                           |  |  |                        |                        |                        |                        |                        |                        |  |  |                        |                        |                        |                        |                        |                        |  |  |                                 |                                 |                                 |                                 |                                 |                                 |  |  |                                |                                |                                |                                |                                |                                |  |  |                 |                 |                 |                 |                 |                 |  |  |                          |                          |                          |                          |                          |                          |  |  |  |  |  |  |  |  |  |  |  |  |  |  |  |  |  |  |  |  |  |  |  |  |  |  |  |  |  |  |  |  |  |  |  |  |  |  |  |  |  |  |  |  |  |  |  |  |
| (ileg.) Miguel II Comneno Ducas | (ileg.) Miguel II Comneno Ducas | (ileg.) Miguel II Comneno Ducas | (ileg.) Miguel II Comneno Ducas | (ileg.) Miguel II Comneno Ducas | (ileg.) Miguel II Comneno Ducas |  |  |                           |                           |                           |                           |                           |                           |  |  | Juan Comneno Ducas     | Juan Comneno Ducas     | Juan Comneno Ducas     | Juan Comneno Ducas     | Juan Comneno Ducas     | Juan Comneno Ducas     |  |  | Demetrio Comneno Ducas | Demetrio Comneno Ducas | Demetrio Comneno Ducas | Demetrio Comneno Ducas | Demetrio Comneno Ducas | Demetrio Comneno Ducas |  |  | Ana Ángelo ∞ Teodoro I Láscaris | Ana Ángelo ∞ Teodoro I Láscaris | Ana Ángelo ∞ Teodoro I Láscaris | Ana Ángelo ∞ Teodoro I Láscaris | Ana Ángelo ∞ Teodoro I Láscaris | Ana Ángelo ∞ Teodoro I Láscaris |  |  | Eudoxia Ángelo ∞ Alejo V Ducas | Eudoxia Ángelo ∞ Alejo V Ducas | Eudoxia Ángelo ∞ Alejo V Ducas | Eudoxia Ángelo ∞ Alejo V Ducas | Eudoxia Ángelo ∞ Alejo V Ducas | Eudoxia Ángelo ∞ Alejo V Ducas |  |  | Alejo IV Ángelo | Alejo IV Ángelo | Alejo IV Ángelo | Alejo IV Ángelo | Alejo IV Ángelo | Alejo IV Ángelo |  |  | Juan Ángelo              | Juan Ángelo              | Juan Ángelo              | Juan Ángelo              | Juan Ángelo              | Juan Ángelo              |  |  |  |  |  |  |  |  |  |  |  |  |  |  |  |  |  |  |  |  |  |  |  |  |  |  |  |  |  |  |  |  |  |  |  |  |  |  |  |  |  |  |  |  |  |  |  |  |
| (ileg.) Miguel II Comneno Ducas | (ileg.) Miguel II Comneno Ducas | (ileg.) Miguel II Comneno Ducas | (ileg.) Miguel II Comneno Ducas | (ileg.) Miguel II Comneno Ducas | (ileg.) Miguel II Comneno Ducas |  |  |                           |                           |                           |                           |                           |                           |  |  | Juan Comneno Ducas     | Juan Comneno Ducas     | Juan Comneno Ducas     | Juan Comneno Ducas     | Juan Comneno Ducas     | Juan Comneno Ducas     |  |  | Demetrio Comneno Ducas | Demetrio Comneno Ducas | Demetrio Comneno Ducas | Demetrio Comneno Ducas | Demetrio Comneno Ducas | Demetrio Comneno Ducas |  |  | Ana Ángelo ∞ Teodoro I Láscaris | Ana Ángelo ∞ Teodoro I Láscaris | Ana Ángelo ∞ Teodoro I Láscaris | Ana Ángelo ∞ Teodoro I Láscaris | Ana Ángelo ∞ Teodoro I Láscaris | Ana Ángelo ∞ Teodoro I Láscaris |  |  | Eudoxia Ángelo ∞ Alejo V Ducas | Eudoxia Ángelo ∞ Alejo V Ducas | Eudoxia Ángelo ∞ Alejo V Ducas | Eudoxia Ángelo ∞ Alejo V Ducas | Eudoxia Ángelo ∞ Alejo V Ducas | Eudoxia Ángelo ∞ Alejo V Ducas |  |  | Alejo IV Ángelo | Alejo IV Ángelo | Alejo IV Ángelo | Alejo IV Ángelo | Alejo IV Ángelo | Alejo IV Ángelo |  |  | Juan Ángelo              | Juan Ángelo              | Juan Ángelo              | Juan Ángelo              | Juan Ángelo              | Juan Ángelo              |  |  |  |  |  |  |  |  |  |  |  |  |  |  |  |  |  |  |  |  |  |  |  |  |  |  |  |  |  |  |  |  |  |  |  |  |  |  |  |  |  |  |  |  |  |  |  |  |
| |                                 |                                 |                                 |                                 |                                 |  |  |                           |                           |                           |                           |                           |                           |  |  |                        |                        |                        |                        |                        |                        |  |  |                        |                        |                        |                        |                        |                        |  |  |                                 |                                 |                                 |                                 |                                 |                                 |  |  |                                |                                |                                |                                |                                |                                |  |  |                 |                 |                 |                 |                 |                 |  |  |                          |                          |                          |                          |                          |                          |  |  |  |  |  |  |  |  |  |  |  |  |  |  |  |  |  |  |  |  |  |  |  |  |  |  |  |  |  |  |  |  |  |  |  |  |  |  |  |  |  |  |  |  |  |  |  |  |
| Nicéforo I Comneno Ducas | Nicéforo I Comneno Ducas        | Nicéforo I Comneno Ducas        | Nicéforo I Comneno Ducas        | Nicéforo I Comneno Ducas        | Nicéforo I Comneno Ducas        |  |  | Juan Ducas                | Juan Ducas                | Juan Ducas                | Juan Ducas                | Juan Ducas                | Juan Ducas                |  |  | Demetrio Comneno Ducas | Demetrio Comneno Ducas | Demetrio Comneno Ducas | Demetrio Comneno Ducas | Demetrio Comneno Ducas | Demetrio Comneno Ducas |  |  | (ileg.) Juan I Ducas   | (ileg.) Juan I Ducas   | (ileg.) Juan I Ducas   | (ileg.) Juan I Ducas   | (ileg.) Juan I Ducas   | (ileg.) Juan I Ducas   |  |  |                                 |                                 |                                 |                                 |                                 |                                 |  |  |                                |                                |                                |                                |                                |                                |  |  |                 |                 |                 |                 |                 |                 |  |  |                          |                          |                          |                          |                          |                          |  |  |  |  |  |  |  |  |  |  |  |  |  |  |  |  |  |  |  |  |  |  |  |  |  |  |  |  |  |  |  |  |  |  |  |  |  |  |  |  |  |  |  |  |  |  |  |  |

Con su esposa, que solo es conocida por su nombre monástico Hipomona («Paciencia»), Juan tuvo varios hijos, entre ellos:
- Miguel Comneno, quien murió como prisionero en Constantinopla en 1307.
- Constantino Ducas (fallecido en 1303), quien sucedió como gobernante de Tesalia. Se casó con Ana Evagionis y tuvo al menos un hijo, Juan II Ducas.
- Teodoro Ángelo (fallecido hacia 1300), cogobernante de Tesalia junto a Constantino.
- Helena Ángelo Comneno, que se casó primero con Guillermo I de la Roche, duque de Atenas, y luego con Hugo de Brienne, conde de Lecce.
- Hija no identificada, que se casó con Andrónico Tarcaniota, sobrino del emperador Miguel VIII Paleólogo.
- Helena Ducas Ángelo, que se casó con el rey Esteban Uroš II Milutin de Serbia.
- Hija no identificada, prometida en matrimonio con el futuro zar Teodoro Svetoslav de Bulgaria.